# 오가사군

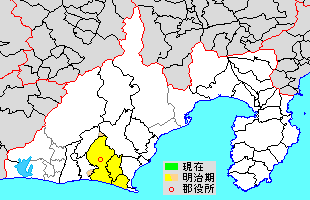
시즈오카현 오가사군의 범위 (연노랑: 후에 다른 군에 편입된 구역)

오가사군(小笠郡, おがさぐん)은 시즈오카현에 있던 군이다.

## 군역
1896년 행정 구역으로 발족 당시의 군역은 현재의 행정 구역으로 아래 구역에 해당한다.
- 가케가와시, 기쿠가와시 전역
- 오마에자키시의 대부분
- 후쿠로이시의 일부
- 슈치군 모리정의 일부

## 역사

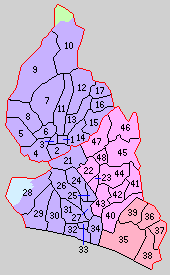
1.가케가와정·니시난고촌 2.난고촌 3.오이케촌 4.소가촌 5.와다오카촌 6.다루키촌 7.아마사쿠라촌 8.하라야촌 9.하라다촌 10.하라이즈미촌 11.사이고촌 12.구라미촌 13.아와모토촌 14.니시야마구치촌 15.히가시야마구치촌 16.닛사카촌 17.히가시야마촌 21.가미우치다촌 22.나카우치다촌 23.시모우치다촌 24.사즈카촌 25.이와나메촌 26.히지카타촌 27.나카촌 28.가사하라촌 29.오스카촌 30.오부치촌 31.오사카촌 32.미하마촌 33.미쓰마타촌 34.지하마촌 35.池新田村 36.아사히나촌 37.히키촌 38.사쿠라촌 39.니노촌 40.미나미야마촌 41.가와노촌 42.아이쿠사촌 43.히라타촌 44.요코치촌 45.로쿠고촌 46.가와시로촌 47.니시카타촌 48.가모촌 (보라: 가케가와시 분홍: 기쿠카와시 빨강: 오마에자키시 하늘색: 후쿠로이시 녹색: 슈치군 모리정)

- 1896년 4월 1일 - 군제 시행에 따라 사야군·기토군의 구역으로 오가사군이 발족.(1정 45촌)
  - 구 사야군 - 가케가와정(掛川町)·니시난고촌(西南郷村)·난고촌(南郷村)·오이케촌(大池村)·소가촌(曽我村)·와다오카촌(和田岡村)·다루키촌(垂木村)·아마사쿠라촌(雨桜村)·하라야촌(原谷村)·하라다촌(原田村)·하라이즈미촌(原泉村)·사이고촌(西郷村)·구라미촌(倉真村)·아와모토촌(粟本村)·니시야마구치촌(西山口村)·히가시야마구치촌(東山口村)·닛사카촌(日坂村)·히가시야마촌(東山村)
  - 구 기토군 - 가미우치다촌(上内田村)·나카우치다촌(中内田村)·시모우치다촌(下内田村)·사즈카촌(佐束村)·이와나메촌(岩滑村)·히지카타촌(土方村)·나카촌(中村)·가사하라촌(笠原村)·오스카촌(大須賀村)·오부치촌(大淵村)·오사카촌(大坂村)·미하마촌(三浜村)·미쓰마타촌(三俣村)·지하마촌(千浜村)·이케신덴촌(池新田村)·아사히나촌(朝比奈村)·比木村·사쿠라촌(佐倉村)·니노촌(新野村)·미나미야마촌(南山村)·가와노촌(川野村)·아이쿠사촌(相草村)·히라타촌(平田村)·요코치촌(横地村)·로쿠고촌(六郷村)·가와시로촌(河城村)·니시카타촌(西方村)·가모촌(加茂村)
- 1914년 5월 1일 - 오스카촌이 정제 시행과 개칭으로 요코스카정(横須賀町)이 됨.(2정 44촌)
- 1923년 1월 1일 - 니시카타촌이 정제 시행과 개칭으로 호리노우치정(堀之内町)이 됨.(3정 43촌)
- 1925년 8월 20일 - 오이케촌이 가케가와정에 편입.(3정 42촌)
- 1932년 10월 1일 - 다루키촌·아마사쿠라촌이 합병하여, 사쿠라기촌(桜木村)이 발족.(3정 41촌)
- 1940년
  - 11월 1일 - 가와노촌·아이쿠사촌이 합병하여, 오가사촌(小笠村)이 발족.(4정 40촌)
  - 11월 11일 - 이케신덴촌이 정제 시행으로 이케신덴정(池新田町)이 됨.(4정 39촌)
- 1942년 6월 1일(4정 37촌)
  - 나카우치다촌·시모우치다촌이 합병하여, 우치다촌(内田村)이 발족.
  - 미하마촌·미쓰마타촌이 합병하여, 무쓰하마촌(睦浜村)이 발족.
- 1943년 4월 1일(4정 35촌)
  - 난고촌이 가케가와정에 편입.
  - 사즈카촌·이와나메촌이 합병하여, 새로이 사즈카촌이 발족.
- 1950년 10월 10일 - 가미우치다촌이 가케가와정에 편입.(4정 34촌)
- 1951년 4월 1일 - 가케가와정·니시난고촌·아와모토촌·니시야마구치촌이 합병하여, 새로이 가케가와정이 발족.(4정 31촌)
- 1954년
  - 1월 1일 - 호리노우치정·우치다촌·요코치촌·로쿠고촌·가모촌이 합병하여, 기쿠가와정(菊川町)이 발족.(4정 27촌)
  - 3월 31일(4정 20촌)
    - 가케가와정이 소가촌·히가시야마구치촌을 편입한 후 시제 시행으로 가케가와시(掛川市)가 되어, 군에서 이탈.
    - 와다오카촌·사쿠라기촌이 합병하여, 기타오가사촌(北小笠村)이 발족.
    - 사이고촌·구라미촌이 합병하여, 미카사촌(三笠村)이 발족.
    - 오가사촌·미나미야마촌·히라타촌이 합병하여, 오가사정(小笠町)이 발족.
- 1955년
  - 1월 1일 - 사즈카촌·히지카타촌이 합병하여, 기토촌(城東村)이 발족.(4정 19촌)
  - 3월 31일(4정 14촌)
    - 이케신덴정·아사히나촌·히키촌·사쿠라촌·니노촌이 합병하여, 하마오카정(浜岡町)이 발족.
    - 가와시로촌이 기쿠가와정에 편입.

  - 4월 1일 - 닛사카촌·히가시야마촌이 가케가와시에 편입.(4정 12촌)
  - 4월 19일 - 오사카촌·무쓰하마촌이 합병하여, 새로이 오사카촌이 발족.(4정 11촌)
- 1956년
  - 6월 1일 - 요코스카정·오부치촌이 합병하여, 오스카정(大須賀町)이 발족.(4정 10촌)
  - 8월 1일 - 오사카촌·지하마촌이 합병하여, 오하마정(大浜町)이 발족.(5정 8촌)
  - 9월 30일(5정 5촌)
    - 하라이즈미촌의 일부가 슈치군 모리정, 잔여부가 미카사촌에 분할 편입.
    - 나카촌이 기토촌에 편입.
    - 가사하라촌의 일부가 오스카정, 잔여부가 이와타군 후쿠로이정에 분할 편입.
- 1957년
  - 3월 31일 - 기타오가사촌·하라야촌·하라다촌 및 미카사촌의 일부가 가케가와시에 편입.(5정 2촌)
  - 9월 1일 - 기토촌의 일부가 오가사정, 일부가 오하마정에 편입.
  - 10월 1일 - 오가사정의 일부가 기쿠가와정에 편입.
- 1958년
  - 1월 1일 - 기토촌의 일부가 오가사정에 편입.
  - 4월 1일 - 기토촌의 일부가 오가사정에 편입.
- 1960년 10월 1일 - 미카사촌이 가케가와시에 편입.(5정 1촌)
- 1973년 4월 1일 - 오하마정·기토촌이 합병하여, 다이토정(大東町)이 발족.(5정)
- 2004년 4월 1일 - 하마오카정이 하이바라군 오마에자키정과 합병하여 오마에자키시(御前崎市)가 발족, 군에서 이탈.(4정)
- 2005년
  - 1월 17일 - 오가사정·기쿠가와정이 합병하여, 기쿠가와시(菊川市)가 발족, 군에서 이탈.(2정)
  - 4월 1일 - 오스카정·다이토정이 가케가와시와 합병하여 새로이 가케가와시가 발족, 군에서 이탈. 같은 날 오가사군은 폐지됨.